# Leucanthemum vulgare
La margherita diploide (nome scientifico Leucanthemum vulgare Lam., 1778) o margherita comune è una pianta erbacea della famiglia delle Asteraceae, comunissima nei prati della penisola italiana.

## Etimologia
Il nome del genere (Leucanthemum) deriva da due parole greche leukos (= bianco) e anthemon (= fiore) per il colore dei fiori, ligulati, simili a petali. L'epiteto specifico (diploide) deriva dalla particolare configurazione (diploidia) del corredo cromosomico delle sue cellule.

Il binomio scientifico attualmente accettato (Leucanthemum vulgare) è stato proposto in tempi moderni dal biologo, zoologo e botanico francese Jean-Baptiste de Lamarck (1744–1829) nella pubblicazione Flore Françoise nel 1778. Carl von Linné in pubblicazioni precedenti aveva usato il termine leucanthemum solamente per la parte specifica del binomio Chrysanthemum leucanthemum, mentre uno dei primi botanici a usare il nome attuale (Leucanthemum vulgare) fu il botanico francese Joseph Pitton de Tournefort (1656–1708).

## Descrizione

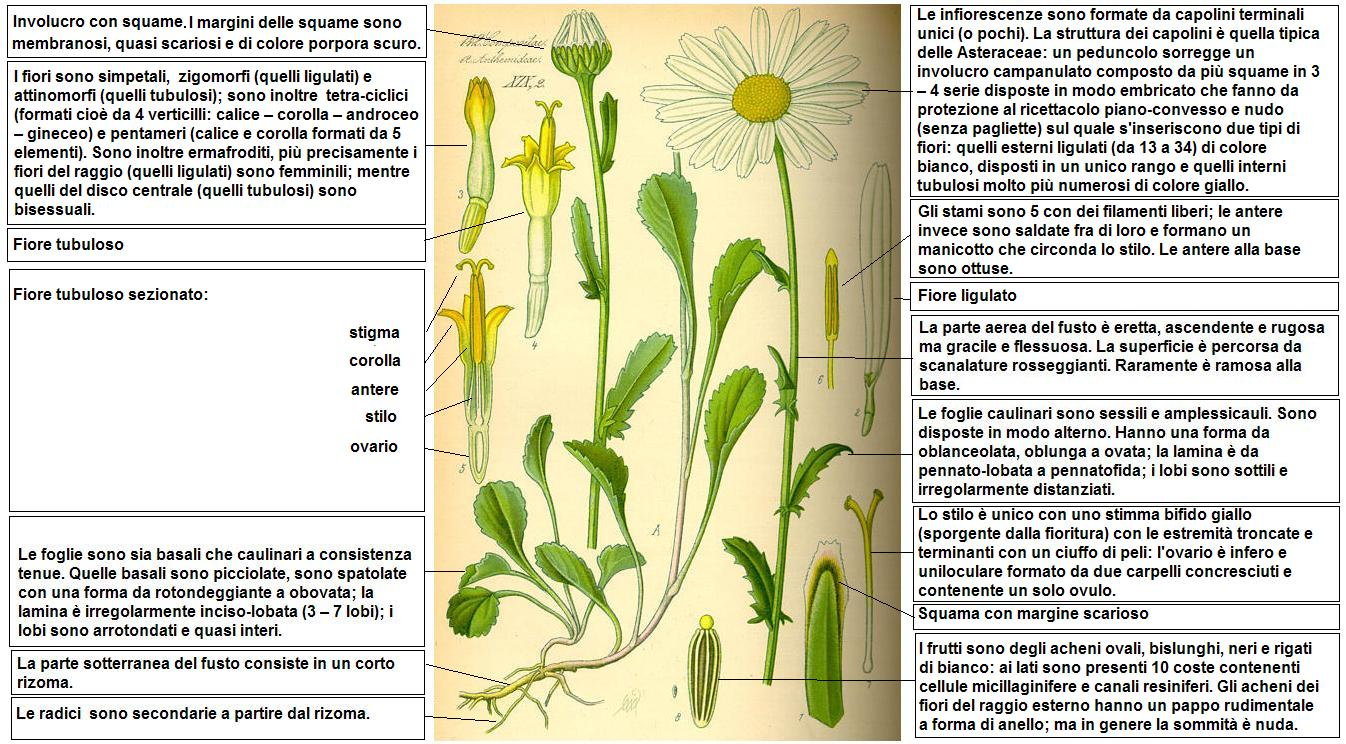
Descrizione delle parti della pianta

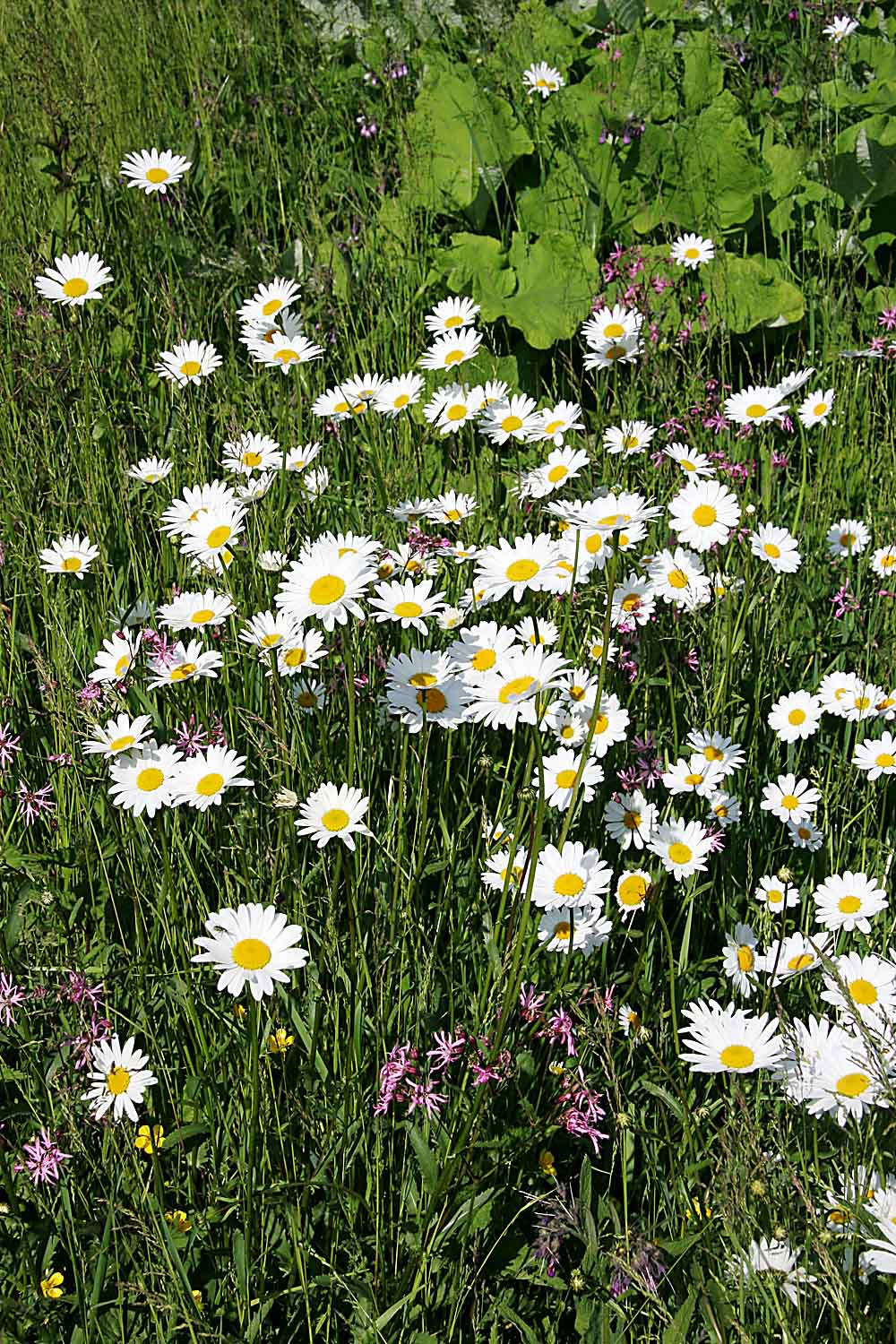
Il portamento

Sono piante alte mediamente 30 cm, al massimo 100 cm. La forma biologica della specie è emicriptofita scaposa (H scap); ciò significa che sono piante perennanti con gemme poste al livello del suolo con fusto allungato e poco foglioso. Possono essere glabre oppure leggermente tomentose.

### Radici
Le radici sono secondarie a partire dalla parte più bassa del rizoma.

### Fusto
- Parte ipogea: la parte sotterranea è un corto rizoma.
- Parte epigea: la parte aerea del fusto è eretta, ascendente e rugosa ma gracile e flessuosa. La superficie è percorsa da scanalature rosseggianti. Raramente è ramosa alla base.

### Foglie
Le foglie sono sia basali che caulinari a consistenza tenue. Quelle basali sono picciolate, quelle caulinari sono sessili e amplessicauli. Lungo il fusto sono disposte in modo alterno. La forma è diversa a seconda della posizione delle foglie:
- foglie cauline basali (compresa la rosetta basale): sono spatolate con una forma da rotondeggiante a obovata; la lamina è irregolarmente inciso-lobata (3 ÷ 7 lobi); i lobi sono arrotondati e quasi interi; lunghezza dei piccioli: 10 ÷ 30 mm; dimensione delle foglie: larghezza 12 ÷ 35 mm; lunghezza 20 ÷ 80 mm;
- foglie cauline medie e superiori: hanno una forma da oblanceolata, oblunga a ovata; la lamina è da pennato-lobata a pennatofida; i lobi sono sottili e irregolarmente distanziati; dimensione delle foglie: larghezza 2 ÷ 15 mm; lunghezza 30 ÷ 80 mm;

### Infiorescenza

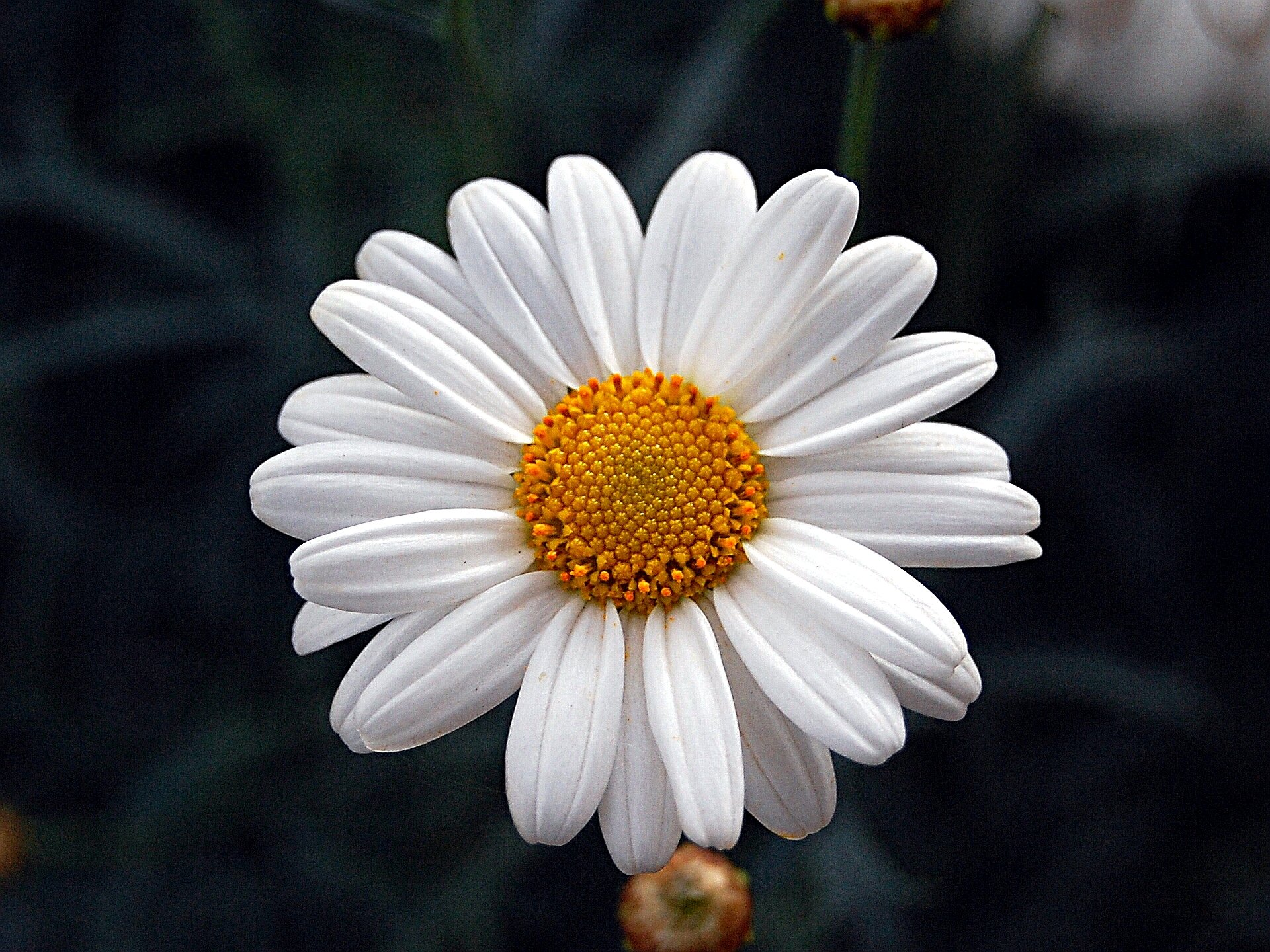
Il capolino

Le infiorescenze sono formate da capolini terminali unici (o pochi). La struttura dei capolini è quella tipica delle Asteraceae: un peduncolo sorregge un involucro campanulato composto da più squame (o brattee) in 3 – 4 serie disposte in modo embricato che fanno da protezione al ricettacolo piano-convesso e nudo (senza pagliette) sul quale s'inseriscono due tipi di fiori: quelli esterni ligulati (da 36 a 42) di colore bianco, disposti in un unico rango e quelli interni tubulosi molto più numerosi di colore giallo. I margini delle squame sono membranosi, quasi scariosi e di colore porpora scuro. Diametro dei capolini 4 ÷ 7 cm (in casi di più capolini quello terminale è il più grande). Diametro dell'involucro: 12 ÷ 20 mm. Larghezza delle squame: 2 ÷ 3 mm.

### Fiore

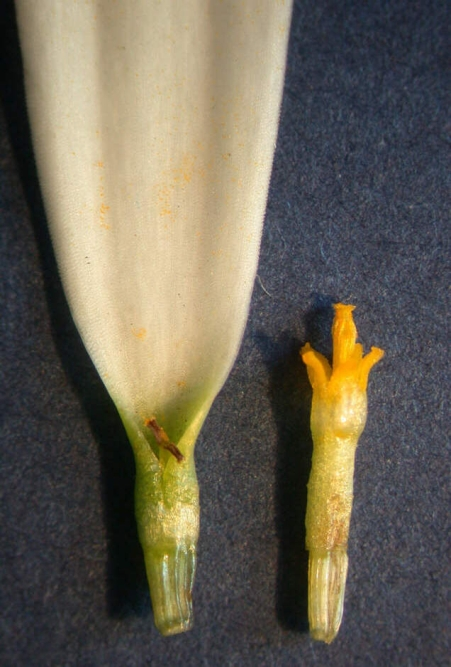
Il fiore ligulato (a sinistra) e il fiore tubuloso (a destra)

I fiori sono simpetali, zigomorfi (quelli ligulati) e attinomorfi (quelli tubulosi); sono inoltre tetra-ciclici (formati cioè da 4 verticilli: calice – corolla – androceo – gineceo) e pentameri (calice e corolla formati da 5 elementi). Sono inoltre ermafroditi, più precisamente i fiori del raggio (quelli ligulati) sono femminili; mentre quelli del disco centrale (quelli tubulosi) sono bisessuali.
- Formula fiorale: per questa pianta viene indicata la seguente formula fiorale:

- K 0/5, C (5), A (5), G (2), infero, achenio

- Calice: i sepali sono ridotti ad una coroncina di squame.
- Corolla: i fiori periferici sono lanceolati a disposizione raggiante, ossia la corolla termina con una ligula a 5 denti. Quelli del disco centrale hanno delle corolle tubulari a 5 denti. Lunghezza dei fiori ligulati: 12 ÷ 20 mm.
- Androceo: gli stami sono 5 con dei filamenti liberi; le antere invece sono saldate fra di loro e formano un manicotto che circonda lo stilo. Le antere alla base sono ottuse.[7]
- Gineceo: lo stilo è unico con uno stimma bifido giallo (sporgente dalla fioritura) con le estremità troncate e terminanti con un ciuffo di peli[7]; le linee stigmatiche sono disposte marginalmente[8]; l'ovario è infero e uniloculare formato da due carpelli concresciuti e contenente un solo ovulo.
- Fioritura: da marzo a luglio (ottobre).

### Frutti
I frutti sono degli acheni ovali, bislunghi, neri e rigati di bianco: ai lati sono presenti 10 coste contenenti cellule micillaginifere e canali resiniferi. Gli acheni dei fiori del raggio esterno hanno un pappo rudimentale a forma di anello; ma in genere la sommità è nuda. Dimensione degli acheni: 1,5 ÷ 2,5 mm.

## Biologia
- Impollinazione: l'impollinazione avviene tramite insetti (impollinazione entomogama).
- Riproduzione: la fecondazione avviene fondamentalmente tramite l'impollinazione dei fiori (vedi sopra).
- Dispersione: i semi cadendo a terra sono successivamente dispersi soprattutto da insetti tipo formiche (disseminazione mirmecoria).

## Distribuzione e habitat

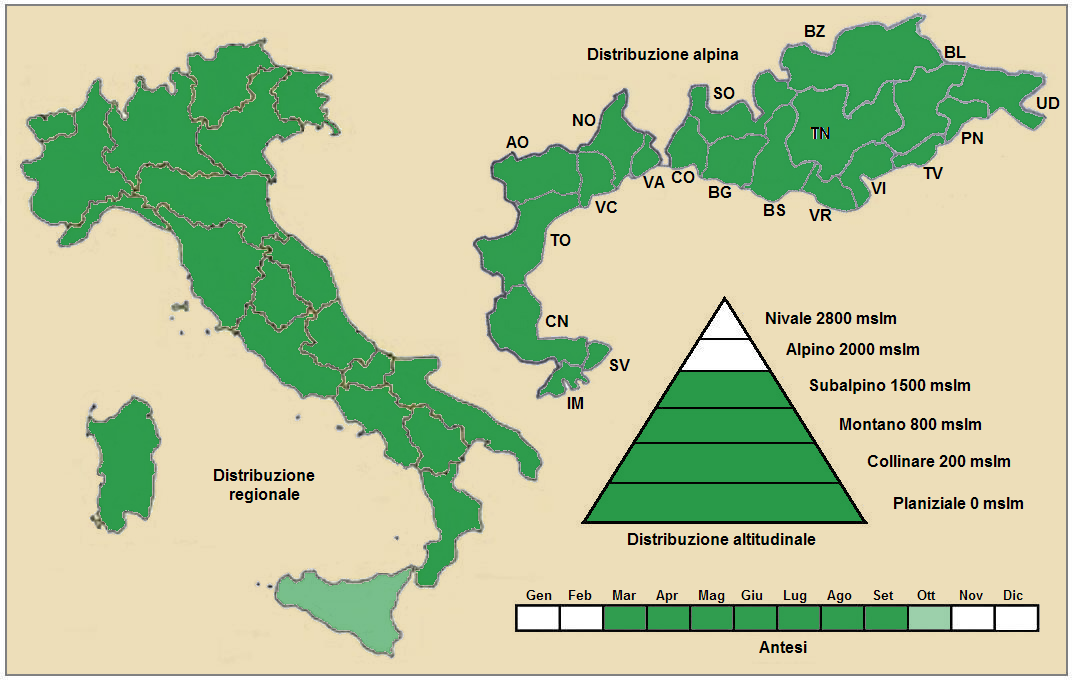
Distribuzione della pianta
(Distribuzione regionale – Distribuzione alpina)

- Geoelemento: il tipo corologico (area di origine) è Euri-mediterraneo / Eurasiatico
- Distribuzione: in Italia è una specie comune ovunque (un po' meno frequente al sud); in Europa è presente fin nelle regioni settentrionali con areali che si estendono nel Caucaso e in Siberia (Asia), ad eccezione delle isole Svalbard. Altrove (America del Nord, del Sud e Australia) è naturalizzata.
- Habitat: è una pianta che cresce spontanea nei prati, ai bordi delle strade, nei boschi radi e nei fossi; ma anche nei campi e colture, in ambienti ruderali e frutteti (a volte è considerata specie invasiva). Il substrato preferito è sia calcareo che siliceo con pH neutro, medi valori nutrizionali del terreno che deve essere mediamente umido.
- Distribuzione altitudinale: sui rilievi queste piante si possono trovare fino a 1500 m s.l.m.; frequentano quindi i seguenti piani vegetazionali: collinare, montano e subalpino (oltre a quello planiziale – a livello del mare).

### Fitosociologia
Dal punto di vista fitosociologico la specie di questa voce appartiene alla seguente comunità vegetale:
Formazione: delle comunità delle macro- e megaforbie terrestri
Classe: Molinio-Arrhenatheretea
Ordine: Arrhenatheretalia elatioris

## Tassonomia
La famiglia di appartenenza della Leucanthemum vulgare (Asteraceae o Compositae, nomen conservandum) è la più numerosa del mondo vegetale, comprende oltre 23000 specie distribuite su 1535 generi (22750 specie e 1530 generi secondo altre fonti). Il genere di appartenenza (Leucanthemum) è composto da 40-50 specie, una decina delle quali fanno parte della flora spontanea italiana.

Il numero cromosomico di L. vulgare è: 2n = 18

### Variabilità
La sistematica di questa specie è problematica in quanto i diversi caratteri morfologici variano in modo indipendente e secondo gradazioni continue. Utile per una più proficua tassonomia è utilizzare il numero cromosomico come elemento di distinzione. In effetti la “Margherita” s.l. si presenta con ben sei livelli di ploidia: 2x, 4x, 6x, 8x, 10x e 12x, ossia 2n=18 (specie diploidi), 2n=36, 54, 72, 90, 108 (specie poliploidi). Inoltre è stato dimostrato che più di qualche carattere morfologico è collegato ad un dato numero cromosomico (come la forma delle foglie o la dimensione degli acheni).
I diversi studi fatti su questa pianta hanno individuato un gruppo tassonomico denominato “Gruppo di Leucanthemum vulgare”. Sandro Pignatti nella Flora d'Italia descrive 16 tra specie e sottospecie appartenenti a questo gruppo; attualmente questo gruppo è stato ridotto a 9 taxa qui brevemente descritte:
- Leucanthemum tridactylites (Kern. & Huter) Huter, Porta e Rigo - Margherita digitata: sono piante con un solo capolino; le foglie sono carnose e a forma pennato-palmatifide (quelle basali); la distribuzione è relativa al Lazio, Abruzzo e Molise;
- Leucanthemum heterophyllum (Willd.) DC. - Margherita sudalpina: la base delle foglie cauline di mezzo è intera o a larghi denti, mentre le foglie inferiori (comprese quelle della rosetta basale) hanno una lamina ellittica ed apice acuto; è presente sui rilievi alpini e appenninici del nord-centro;
- Leucanthemum subglaucum De Larramb. - Margherita ottoploide: la pianta è pressoché glabra; la base delle foglie cauline di mezzo è intera o a larghi denti, mentre le foglie inferiori (comprese quelle della rosetta basale) hanno una lamina da oblanceolata a rotondeggiante con apice ottuso; quelle superiori sono grossolanamente inciso-dentate; le foglie sotto tutte glauscenti; è un endemismo della Liguria;
- Leucanthemum adustum (W.D.J. Koch) Gremli - Margherita west-alpina: la base delle foglie cauline di mezzo è intera o a larghi denti, mentre le foglie inferiori (comprese quelle della rosetta basale) hanno una lamina da oblanceolata a rotondeggiante con apice ottuso; il colore delle foglie è verde e quelle lungo il fusto non sono amplessicauli; le squame dell'involucro hanno i margini scuri; si trova nelle Alpi e più a sud fino alle zone centrali degli Appennini;
- Leucanthemum pachyphyllum Marchi e Illuminati - Margherita del serpentino: sono piante alte (oltre 60 cm) con un solo capolino; la base delle foglie cauline di mezzo è intera o a larghi denti, mentre le foglie inferiori (comprese quelle della rosetta basale) hanno una lamina da oblanceolata a rotondeggiante con apice ottuso; il colore delle foglie è verde e quelle lungo il fusto sono amplessicauli; le squame dell'involucro hanno i margini pallidi; si trova in Liguria e Toscana;
- Leucanthemum pallens (Perreym.) DC. - Margherita pallida: sono piante non molto alte con più capolini; la base delle foglie cauline di mezzo è intera o a larghi denti, mentre le foglie inferiori (comprese quelle della rosetta basale) hanno una lamina da oblanceolata a rotondeggiante con apice ottuso; il colore delle foglie è verde e quelle lungo il fusto sono amplessicauli; le squame dell'involucro hanno i margini pallidi; in Italia questa specie è distribuita soprattutto al centro;
- Leucanthemum ircutianum Turcz. ex DC. (Leucanthemum vulgare in Pignatti) - Margherita tetraploide: la base delle foglie cauline di mezzo possiede dei denti più lunghi che larghi, il resto della lamina è seghettato (o crenato); la consistenza delle foglie è tenue; più o meno è presente su tutto il territorio italiano;
- Leucanthemum laciniatum Huter, Porta e Rigo - Margherita del Pollino: la base delle foglie cauline di mezzo possiede dei denti più lunghi che larghi, mentre la forma in generale è da pennato-lobata a bipennatosetta con segmenti a loro volta dentellati; gli acheni sono lunghi 3 – 3,5 mm, quelli dei fiori del raggio hanno delle corone alte; si trova solo al sud dell'Italia;
- Leucanthemum vulgare Lam. (Leucanthemum praecox in Pignatti) - Margherita diploide: la base delle foglie cauline di mezzo possiede dei denti più lunghi che larghi, mentre la forma in generale è da pennato-lobata a bipennatosetta con segmenti a loro volta dentellati; quelle inferiori sono profondamente incise; gli acheni sono più piccoli di 2 mm, quelli dei fiori del raggio hanno corone minime o sono assenti del tutto; è distribuita più o meno su tutto il territorio italiano.

A questi problemi di tipo tassonomico si aggiungono anche quelli sulle concordanze della nomenclatura delle varie specie. A parte la denominazione “linneana” di questa specie ( Chrysanthemum leucanthemum), Pignatti nella "Flora d'Italia” usa il nominativo Leucanthemum praecox per le specie diploidi (e quindi anche per quella di questa voce). Alla fine della descrizione della praecox, comunque mette una nota nella quale osserva che alcuni Autori preferiscono per questa specie (per motivi di “lectotipificazione”) il binomio Leucanthemum vulgare, mentre per la specie Leucanthemum vulgare (così sono denominati i tipi tetraploidi nella sua Flora) usano il nominativo Leucanthemum ircutianum. Scambio di nominativi, questo, che attualmente è proposto nelle ultime pubblicazioni sulla flora spontanea italiana e che per la precisione la specie di questa voce viene indicata come: Leucanthemum vulgare Lam. subsp. vulgare. Altre pubblicazioni preferiscono usare termini più generici come "Leucantemum vulgare aggr.".
Delle varie checklist straniere quella della “Global Compositae Checklist” accetta come nominativo valido Leucanthemum vulgare (Vaill.) Lam. e considera Leucanthemum praecox (Horvatić) Villard  sinonimo del precedente. Mentre la checklist europea della Royal Botanic Garden Edinburgh pur accettando come valido il nominativo Leucanthemum vulgare Lam. (1799), considera “provvisorio” il nominativo Leucanthemum praecox (Horvatic) Horvatic creando non poca confusione.
Per completare la documentazione su questa specie è da aggiungere che Pignatti descrive due varietà collegate alla L. vulgare, o meglio alla L. praecox come viene nominata nella sua Flora (entità attualmente non più prese in considerazione per la flora spontanea italiana):
- Leucanthemum praecox var. autumnale (St. Amans) Horvatic: questa pianta è alta 3 – 8 dm ed è di tipo cespitoso con molti fusti; i capolini non sono molto grandi (3 cm); fiorisce a fine estate (luglio – ottobre). Specie diploide.
- Leucanthemum praecox var. alpicolum (Gremli) Villard (= Leucanthemum gaudinii D. Torre): è una pianta con fusti semplici alta da 1 a 4 dm; le foglie sono carnose e spatolate; gli acheni dei fiori del raggio sono generalmente provvisti di pappo coronato. Si trova nelle Alpi a quote tra 1400 e 2500 m s.l.m.. Specie diploide.

### Ibridi
Nell'elenco seguente è indicato uno o più ibridi interspecifici:
- Leucopyrethrum × rohlenae (Domin) Dostal (1984) - Ibrido con Piretro corymbosum Kralik ex Ball J. Linn. (1878)

### Sinonimi
Questa entità ha avuto nel tempo diverse nomenclature. La tabella seguente indica alcuni tra i sinonimi più frequenti:
- Bellis major Garsault
- Chamaemelum leucanthemum (L.) E.H.L.Krause
- Chrysanthemum alpicola
- Chrysanthemum dentatum Gilib.
- Chrysanthemum ircutianum Turcz.
- Chrysanthemum lacustre Brot.
- Chrysanthemum lanceolatum Pers.
- Chrysanthemum leucanthemum L. (1753)
- Chrysanthemum leucanthemum L. subsp. heterophyllum (Willd.)
- Chrysanthemum leucanthemum L. subsp. lanceolatum (Pers.) E.Mayer
- Chrysanthemum leucanthemum L. subsp. lanceolatum (DC.) E.Mayer
- Chrysanthemum leucanthemum L. subsp. leucolepis
- Chrysanthemum leucanthemum L. subsp. montanum (All.) Gaudin
- Chrysanthemum leucanthemum L. subsp. triviale Gaudin
- Chrysanthemum leucanthemum L. var. boecheri B. Boivin
- Chrysanthemum leucanthemum L. var. pinnatifidum Lecoq & Lamotte
- Chrysanthemum leucanthemum L. var. subpinnatifidum Fernald
- Chrysanthemum montanum Willd.
- Chrysanthemum montanum Willd. var. heterophyllum (Willd.) Koch
- Chrysanthemum pratense Salisb.
- Chrysanthemum praecox (M. bieb.) DC.
- Chrysanthemum sylvestre Willd.
- Chrysanthemum vulgare (Lam.) Gaterau
- Leucanthemum adustum (W. D. J. Koch) Gremli
- Leucanthemum aligulatum Vogt
- Leucanthemum atratum var. heterophyllum (Willd.) Rouy
- Leucanthemum catalaunicum Vogt
- Leucanthemum coronopifolium sensu Willk., non (Vill.) Gren. & Godr.
- Leucanthemum cuneifolium H. J. Coste
- Leucanthemum delarbrei
- Leucanthemum gaudinii
- Leucanthemum glaucophyllum (Briq. & Cavill.) Jahand.
- Leucanthemum heterophyllum (Willd.) DC.
- Leucanthemum laciniatum Huter & al.
- Leucanthemum lacustre (Brot.) Samp.
- Leucanthemum lanceolatum DC.
- Leucanthemum leucanthemum (L.) Rydb.
- Leucanthemum maestracense Vogt & F. H. Hellw.
- Leucanthemum maximum (Ramond) DC.
- Leucanthemum meridionale Legrand
- Leucanthemum montserratianum Vogt
- Leucanthemum pachyphyllum Marchi & Illuminati
- Leucanthemum pallens (Perreym.) DC.
- Leucanthemum pluriflorum Pau
- Leucanthemum praecox (Horvatić) Villard
- Leucanthemum praecox Horvatic var. praecox
- Leucanthemum raciborskii Popov & Krasch.
- Leucanthemum subalpinum (Simonk.) Tzvelev
- Leucanthemum vulgare Lam. subsp. alpicola (Gremli) A.Löve & D.Löve
- Leucanthemum vulgare Lam. subsp. heterophyllum (Willd.) Soó
- Leucanthemum vulgare Lam. subsp. incisum (Bertol.) Arcang.
- Leucanthemum vulgare Lam. subsp. praecox Horvatić
- Leucanthemum vulgare Lam. subsp. montanum (All.) Briq. & Cavill.
- Leucanthemum vulgare Lam. var. pinnatifidum (Lecoq & Lamotte) Moldenke
- Matricaria leucanthemum (L.) Scop.
- Pontia heterophylla (Willd.) Bubani
- Pontia vulgaris Bubani
- Pyrethrum leucanthemum (L.) Franch.
- Tanacetum leucanthemum (L.) Sch.Bip.

### Specie simili

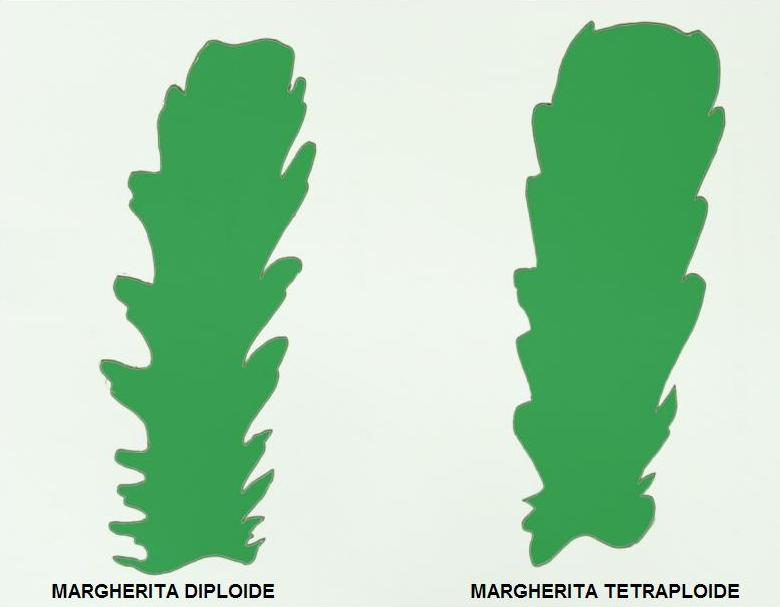

Un genere molto simile è Bellis. Gli esemplari più alti di Bellis perennis L. possono essere confusi con la specie di questa voce. Si distinguono comunque per l'assenza di foglie cauline e l'involucro formato da una/due serie di squame.

Nell'ambito dello stesso genere le differenze sono meno marcate. Tra le specie diploidi e quelle poliploidi una certa diversità può essere riscontrata nella forma delle foglie cauline: i lobi delle foglie di Leucanthemum vulgare sono più marcati (vedi disegno a lato tratto da Pignatti):

## Usi

### Farmacia
- Sostanze presenti: essenze varie, tannino, gomma e resina.[20][21]
- Secondo la medicina popolare queste piante hanno le seguenti proprietà curative:[20]
  - antispasmodiche (attenua gli spasmi muscolari, e rilassa anche il sistema nervoso);
  - bechiche (azione calmante della tosse);
  - diaforetiche (agevola la traspirazione cutanea);
  - diuretiche (facilita il rilascio dell'urina);
  - emmenagoga (regola il flusso mestruale);
  - toniche (rafforza l'organismo in generale);
  - vulnerarie (guarisce le ferite).
- Parti usate: soprattutto i fiori.

### Cucina
I germogli primaverili possono essere aggiunti alle insalate, ma devono essere usati con parsimonia.

### Giardinaggio
È una pianta facile da coltivare e di sicuro effetto. Viene utilizzata per bordure o tappeti erbosi. Si può moltiplicare per seme (in primavera) o per divisione dei cespi in autunno. Predilige zone da soleggiate a lievemente ombrose con terreni normali da giardino, possibilmente sciolti e leggeri (sia acidi che basici). Evitare l'acqua stagnante.